# Veihtijärvi
Veihtijärvi är en sjö i kommunen Suomussalmi i landskapet Kajanaland i Finland. Arean är 38 hektar och strandlinjen är 3,76 kilometer lång. Sjön  ingår i Kems huvudavrinningsområde.   Den ligger omkring 110 kilometer öster om Kajana och omkring 560 kilometer nordöst om Helsingfors. 